# Élections législatives de 1881 dans l'Hérault
Les élections législatives de 1881 ont eu lieu les 21 août et 4 septembre 1881.

## Députés élus
|   | Circonscription    | Député sortant     |  | Groupe parlementaire | Député élu         |  | Groupe parlementaire |
| - | ------------------ | ------------------ |  | -------------------- | ------------------ |  | -------------------- |
| 1 | 1re de Béziers     | Émile Vernhes      |  | Extrême gauche       | Émile Vernhes      |  | Extrême gauche       |
| 2 | 2e de Béziers      | Paul Devès         |  | Gauche républicaine  | Paul Devès         |  | Gauche républicaine  |
| 3 | Lodève             | Eugène Arrazat     |  | Union républicaine   | Eugène Arrazat     |  | Union républicaine   |
| 4 | 1re de Montpellier | Paul Ménard-Dorian |  | Extrême gauche       | Paul Ménard-Dorian |  | Extrême gauche       |
| 5 | 2e de Montpellier  | Eugène Lisbonne    |  | Union républicaine   | Jacques Salis      |  | Extrême gauche       |
| 6 | Saint-Pons         | Louis Agniel       |  | Centre gauche        | Émile Tarbouriech  |  | Union républicaine   |

## Résultats à l'échelle du département
| Partis         | Partis                      | Premier tour | Premier tour | Deuxième tour | Deuxième tour | Sièges |
| Partis         | Partis                      | Voix         | %            | Voix          | %             | Sièges |
| -------------- | --------------------------- | ------------ | ------------ | ------------- | ------------- | ------ |
|                | Républicains intransigeants | 35 628       | 43,99        |               |               | 3      |
|                | Républicains modérés        | 24 185       | 29,86        | 10 599        | 98,18         | 2      |
|                | Républicains radicaux       | 10 975       | 13,55        |               |               | 1      |
|                | Légitimistes                | 9 421        | 11,63        | 0             |               |        |
|                | Divers                      | 789          | 0,97         | 197           | 1,82          | 0      |
|                |                             |              |              |               |               |        |
| Inscrits       | Inscrits                    | 136 194      | 100,00       | 25 663        | 100,00        | 6      |
| Votants        | Votants                     | 82 027       | 60,23        | 11 826        | 46,08         |        |
| Abstentions    | Abstentions                 | 54 167       | 39,77        | 13 837        | 53,92         |        |
| Blancs et nuls | Blancs et nuls              | 1 029        | 1,25         | 1 030         | 8,71          |        |
| Exprimés       | Exprimés                    | 80 998       | 98,75        | 10 796        | 91,29         |        |

## Résultats par arrondissement

### Arrondissement de Béziers

#### 1recirconscription
| Candidat       | Candidat       | Parti                     | Premier tour | Premier tour |
| Candidat       | Candidat       | Parti                     | Voix         | %            |
| -------------- | -------------- | ------------------------- | ------------ | ------------ |
|                | Émile Vernhes  | Républicain intransigeant | 10 536       | 99,76        |
|                | Divers         | Divers                    | 25           | 0,24         |
|                |                |                           |              |              |
| Inscrits       | Inscrits       | Inscrits                  | 25 749       | 100,00       |
| Votants        | Votants        | Votants                   | 10 836       | 42,08        |
| Abstention     | Abstention     | Abstention                | 14 913       | 57,92        |
| Blancs et nuls | Blancs et nuls | Blancs et nuls            | 275          | 2,54         |
| Exprimés       | Exprimés       | Exprimés                  | 10 561       | 97,46        |

#### 2ecirconscription
| Candidat       | Candidat         | Parti               | Premier tour | Premier tour | Deuxième tour | Deuxième tour |
| Candidat       | Candidat         | Parti               | Voix         | %            | Voix          | %             |
| -------------- | ---------------- | ------------------- | ------------ | ------------ | ------------- | ------------- |
|                | Paul Devès       | Républicain modéré  | 8 121        | 46,71        | 10 599        | 98,18         |
|                | De Grasset       | Légitimiste         | 5 492        | 31,59        |               |               |
|                | Xavier de Ricard | Républicain radical | 3 694        | 21,25        |               |               |
|                | Divers           | Divers              | 78           | 0,45         | 197           | 1,82          |
|                |                  |                     |              |              |               |               |
| Inscrits       | Inscrits         | Inscrits            | 25 686       | 100,00       | 25 663        | 100,00        |
| Votants        | Votants          | Votants             | 17 485       | 68,07        | 11 826        | 46,08         |
| Abstention     | Abstention       | Abstention          | 8 201        | 31,93        | 13 837        | 53,92         |
| Blancs et nuls | Blancs et nuls   | Blancs et nuls      | 100          | 0,57         | 1 030         | 8,71          |
| Exprimés       | Exprimés         | Exprimés            | 17 385       | 99,43        | 10 796        | 91,29         |

### Arrondissement de Lodève
| Candidat       | Candidat       | Parti               | Premier tour | Premier tour |
| Candidat       | Candidat       | Parti               | Voix         | %            |
| -------------- | -------------- | ------------------- | ------------ | ------------ |
|                | Eugène Arrazat | Républicain radical | 7 281        | 52,91        |
|                | Leroy-Baulieu  | Républicain modéré  | 6 405        | 46,54        |
|                | Divers         | Divers              | 76           | 0,55         |
|                |                |                     |              |              |
| Inscrits       | Inscrits       | Inscrits            | 17 806       | 100,00       |
| Votants        | Votants        | Votants             | 13 758       | 77,27        |
| Abstention     | Abstention     | Abstention          | 4 048        | 22,73        |
| Blancs et nuls | Blancs et nuls | Blancs et nuls      | 76           | -0,03        |
| Exprimés       | Exprimés       | Exprimés            | 13 762       | 100,03       |

### Arrondissement de Montpellier

#### 1recirconscription
| Candidat       | Candidat           | Parti                     | Premier tour | Premier tour |
| Candidat       | Candidat           | Parti                     | Voix         | %            |
| -------------- | ------------------ | ------------------------- | ------------ | ------------ |
|                | Paul Ménard-Dorian | Républicain intransigeant | 9 991        | 79,66        |
|                | Paul Brousse       | Républicain intransigeant | 2 002        | 15,96        |
|                | Divers             | Divers                    | 549          | 4,38         |
|                |                    |                           |              |              |
| Inscrits       | Inscrits           | Inscrits                  | 24 453       | 100,00       |
| Votants        | Votants            | Votants                   | 12 986       | 53,11        |
| Abstention     | Abstention         | Abstention                | 11 467       | 46,89        |
| Blancs et nuls | Blancs et nuls     | Blancs et nuls            | 444          | 3,42         |
| Exprimés       | Exprimés           | Exprimés                  | 12 542       | 96,58        |

#### 2ecirconscription
| Candidat       | Candidat       | Parti                     | Premier tour | Premier tour |
| Candidat       | Candidat       | Parti                     | Voix         | %            |
| -------------- | -------------- | ------------------------- | ------------ | ------------ |
|                | Jacques Salis  | Républicain intransigeant | 10 585       | 57,47        |
|                | De Serres      | Légitimiste               | 3 929        | 21,33        |
|                | Allien         | Républicain modéré        | 3 843        | 20,87        |
|                | Divers         | Divers                    | 61           | 0,33         |
|                |                |                           |              |              |
| Inscrits       | Inscrits       | Inscrits                  | 27 189       | 100,00       |
| Votants        | Votants        | Votants                   | 18 581       | 68,34        |
| Abstention     | Abstention     | Abstention                | 8 608        | 31,66        |
| Blancs et nuls | Blancs et nuls | Blancs et nuls            | 163          | 0,88         |
| Exprimés       | Exprimés       | Exprimés                  | 18 418       | 99,12        |

### Arrondissement de Saint-Pons
| Candidat       | Candidat          | Parti                     | Premier tour | Premier tour |
| Candidat       | Candidat          | Parti                     | Voix         | %            |
| -------------- | ----------------- | ------------------------- | ------------ | ------------ |
|                | Émile Tarbouriech | Républicain modéré        | 5 816        | 69,82        |
|                | Rouanet           | Républicain intransigeant | 2 514        | 30,18        |
|                |                   |                           |              |              |
| Inscrits       | Inscrits          | Inscrits                  | 15 311       | 100,00       |
| Votants        | Votants           | Votants                   | 8 381        | 54,74        |
| Abstention     | Abstention        | Abstention                | 6 930        | 45,26        |
| Blancs et nuls | Blancs et nuls    | Blancs et nuls            | 151          | 0,61         |
| Exprimés       | Exprimés          | Exprimés                  | 8 330        | 99,39        |